# سدیم ارتووانادات
سدیم ارتووانادات (به انگلیسی: Sodium orthovanadate) با فرمول شیمیایی سدیم۳وانادیماکسیژن۴ یک ترکیب شیمیایی با شناسه پاب‌کم ۶۱۶۷۱ است. که جرم مولی آن ۱۸۳٫۹۰۸ g/mol می‌باشد. شکل ظاهری این ترکیب، پودر سفید است.